# (Pronounced ’Lĕh-’nérd ’Skin-’nérd)
(Pronounced ’Lĕh-’nérd ’Skin-’nérd) – debiutancki album amerykańskiego zespołu rockowego Lynyrd Skynyrd wydany 3 września 1973 roku przez MCA Records oraz Sounds of the South. Mimo iż grupa istniała od 1964 roku, dopiero w 1973 zarejestrowała swój pierwszy album. Nagrywano go w kwietniu w Studio One w Doraville, Georgia. Zarejestrowano na nim 43 minuty i 3 sekundy muzyki. Na albumie znalazło się 8 utworów. Płyta była również wydawana z dodatkowymi utworami, było ich 5. Kompozytorami piosenek byli różni muzycy zespołu, tylko Ronnie Van Zant wokalista pracował nad wszystkimi utworami. Producentem płyty był Al Kooper. Album został pozytywnie oceniony, a piosenka „Free Bird” znalazła się na 19 miejscu na liście Billboard Hot 100, a także na 191 miejscu utworów wszech czasów magazynu Rolling Stone. W 2003 album został sklasyfikowany na 401. miejscu listy 500 albumów wszech czasów magazynu Rolling Stone.

## Lista utworów
| 1. | „I Ain’t the One” (Gary Rossington/Ronnie Van Zant)              | 3:51  |
|    |                                                                  |       |
| 2. | „Tuesday's Gone” (Gary Rossington/Allen Collins/Ronnie Van Zant) | 7:32  |
|    |                                                                  |       |
| 3. | „Gimme Three Steps” (Allen Collins/Ronnie Van Zant)              | 4:30  |
|    |                                                                  |       |
| 4. | „Simple Man” (Gary Rossington/Ronnie Van Zant)                   | 5:57  |
|    |                                                                  |       |
| 5. | „Things Goin' On” (Gary Rossington/Ronnie Van Zant)              | 4:57  |
|    |                                                                  |       |
| 6. | „Mississippi Kid” (Al Kooper/Ronnie Van Zant/Bob Burns)          | 3:57  |
|    |                                                                  |       |
| 7. | „Poison Whiskey” (Edward King/Ronnie Van Zant)                   | 3:11  |
|    |                                                                  |       |
| 8. | „Free Bird” (Allen Collins/Ronnie Van Zant)                      | 9:08  |
|    |                                                                  |       |
|    |                                                                  | 43:03 |
|    |                                                                  |       |

### Piosenki bonusowe
| 1. | „Mr. Banker (demo)” (Gary Rossington/Ronnie Van Zant/Edward King)       | 5:22  |
|    |                                                                         |       |
| 2. | „Down South Jukin' (demo)” (Gary Rossington/Ronnie Van Zant)            | 2:57  |
|    |                                                                         |       |
| 3. | „Tuesday's Gone (demo)” (Gary Rossington/Allen Collins/Ronnie Van Zant) | 7:55  |
|    |                                                                         |       |
| 4. | „Gimme Three Steps (demo)” (Allen Collins/Ronnie Van Zant)              | 5:19  |
|    |                                                                         |       |
| 5. | „Free Bird (demo)” (Allen Collins/Ronnie Van Zant)                      | 11:09 |
|    |                                                                         |       |
|    |                                                                         | 32:42 |
|    |                                                                         |       |

## Twórcy albumu
- Ronnie Van Zant – śpiew, teksty.
- Gary Rossington – gitara prowadząca w „Tuesday's Gone”, „Gimme Three Steps”, „Things Goin' On”, „Poison Whiskey”, „Simple Man”, w innych piosenkach gitara rytmiczna, gitara slide w „Free Bird”.
- Allen Collins – gitara prowadząca w „I Ain’t The One”, „Simple Man” i „Free Bird”, rytmiczna gitara w innych piosenkach.
- Ed King – gitara prowadząca w „Mississippi Kid”, bas we wszystkich piosenkach oprócz „Mississippi Kid” i „Tuesday's Gone”.
- Billy Powell – klawisze.
- Bob Burns – perkusja, z wyjątkiem „Tuesday's Gone”.
- Leon Wilkeson – gitara basowa przed wydaniem albumu, znajduje się on na okładce płyty.

### Spoza zespołu
- Roosevelt Gook (Al Kooper) – bass, Mellotron i druga harmonijka w „Tuesday's Gone”, mandolina i bęben wielki w „Mississippi Kid”, organy w „Simple Man”, „Poison Whiskey” i „Free Bird”, Mellotron w „Free Bird”.
- Robert Nix – perkusja w „Tuesday's Gone”.
- Bobbye Hall – instrumenty perkusyjne w „Gimme Three Steps” i „Things Goin' On”.
- Steve Katz – harmonijka w „Mississippi Kid”.